# Juliet Landau
Juliet Rose Landau (Los Ángeles, 30 de marzo de 1965) es una actriz estadounidense conocida por su papel de Drusilla en la serie Buffy the Vampire Slayer y en su papel de Loretta King en la película Ed Wood.

## Biografía y carrera
Juliet es hija de Martin Landau y Barbara Bain. Inició su carrera como bailarina profesional durante cinco años. Actualmente sigue trabajando como actriz de teatro, cine y televisión. Recientemente ha debutado como directora con Take Flight.
En 2009, Landau coescribió los números 24 y 25 de la serie de cómics Angel: After the Fall para IDW Publishing, en colaboración con Brian Lynch, con tramas centradas en su personaje Drusilla de Buffy y Angel. Landau también aportó numerosas ideas y referencias para las portadas y el arte interior de los números, y ha declarado que le gustaría escribir más cómics ambientados en el universo de Buffy Estaba previsto que escribiera una miniserie de cinco partes sobre Drusilla para Dark Horse Comics en 2014.

## Filmografía

### Televisión
| Año       | Título                                 | Papel                                            | Notas                                      |
| --------- | -------------------------------------- | ------------------------------------------------ | ------------------------------------------ |
| 1992      | Parker Lewis Can't Lose                | Lucinda                                          | Episodio: "Dance of Romance"               |
| 1999      | Millennium                             | Jeanie Bronstein                                 | Episodio: "Forcing the End"                |
| 1999      | La Femme Nikita                        | Sarah Gerrard                                    | Episodio: "Before I Sleep"                 |
| 1999      | La Femme Nikita                        | Jan Baylin                                       | Episodio: "Before I Sleep"                 |
| 1997–2003 | Buffy the Vampire Slayer               | Drusilla                                         | 17 episodios                               |
| 2000–2004 | Angel                                  | Drusilla                                         | 7 episodios                                |
| 2003      | Strong Medicine                        | Lorraine                                         | Episodio: "Seize the Day"                  |
| 2005      | Fatal Reunion                          | Lisa Calders/Dana Declan                         | (película para TV)                         |
| 2005–2006 | Justice League Unlimited               | Tala, Plastique, Bernadeth, Rama Kushna, Zatanna | (7 Episodios) Voz                          |
| 2008      | Ben 10: Alien Force                    | Natalie/Anodite Verdona                          | Episodio: "What Are Little Girls Made Of?" |
| 2008      | Ben 10: Alien Force                    | Helen                                            | Episodio: "Plumber's Helpers"              |
| 2008      | Ben 10: Alien Force                    | Helen                                            | Episodio: "Voided"                         |
| 2009      | Ben 10: Alien Force                    | Helen/Tini                                       | Episodio: "Vengeance of Vilgax: Part 1"    |
| 2010      | Ben 10: Alien Force                    | Helen                                            | Episodio: "Above & Beyond"                 |
| 2011      | Ben 10: Ultimate Alien                 | Fritz                                            | Episodio: "Viktor: The Spoils"             |
| 2011      | Ben 10: Ultimate Alien                 | Natalie/Verdona                                  | Episodio: "Girl Trouble"                   |
| 2011      | Ben 10: Ultimate Alien                 | Natalie/French Classroom Teacher                 | Episodio: "It's Not Easy Being Gwen"       |
| 2011      | Ben 10: Ultimate Alien                 | Verdona/Waitress                                 | Episodio: "Moonstruck"                     |
| 2011      | Goodnight Burbank                      | Ella misma                                       | Episodio: "Lesbians on Acid"               |
| 2012      | Criminal Minds                         | Catherine Heathridge                             | Temporada 7 Episodio 19 "Heathridge Manor" |
| 2012      | Green Lantern: The Animated Series     | Drusa                                            | 3 episodios                                |
| 2014      | Ben 10: Omniverse                      | Helen/Magistrata                                 | Episodio "Weapon XI"                       |
| 2015      | Muzzled: The Musical                   | The Black Matron                                 |                                            |
| 2019      | Bosch                                  | Rita Tedesco                                     | 4 episodios                                |
| 2019      | Vampire: The Masquerade: L.A. By Night | Hester                                           | 2 episodios                                |
| 2020      | Claws                                  | Cordelia                                         | Episodio "Ambition"                        |

### Películas
| Año  | Título                                    | Papel                       |
| ---- | ----------------------------------------- | --------------------------- |
| 1990 | Pump Up the Volume                        | Joni (escenas eliminadas)   |
| 1990 | The Grifters                              | Joven Lilly (no acreditada) |
| 1992 | Neon City                                 | Twink                       |
| 1994 | Ed Wood                                   | Loretta King                |
| 1994 | Direct Hit                                | Shelly                      |
| 1995 | Theodore Rex                              | Dra. Veronica Shade         |
| 1996 | Life Among the Cannibals                  | Rachael                     |
| 1997 | Ravager                                   | Sarra                       |
| 1999 | Carlo's Wake                              | Anna Torello                |
| 2001 | Freedom Park                              |                             |
| 2002 | Citizens                                  | Zoey                        |
| 2002 | Repossessed                               | Alison Labatte              |
| 2004 | Toolbox Murders                           | Julia Cunningham            |
| 2005 | Going Shopping                            | Isabella                    |
| 2007 | Hack!                                     | Mary                        |
| 2008 | Haunted Echoes (aka: Darkness Visible)    | Claire                      |
| 2008 | Take Flight: Gary Oldman Directs Chutzpah | Directora                   |
| 2009 | Green Lantern: First Flight               | Labella                     |
| 2009 | Monster Mutt                              | Nataliya                    |
| 2011 | The Yellow Wallpaper                      | Charlotte Weiland           |
| 2012 | Justice League: Doom                      | Ten                         |
| 2012 | Strange Frame                             | Bitsea                      |
| 2015 | Justice League: Throne of Atlantis        | Lois Lane                   |
| 2016 | The Bronx Bull                            | Starlet                     |
| 2017 | The Terror of Hallow's Eve                | Enfermera Pryce             |
| 2017 | Citizens                                  | Zoe                         |
| 2020 | A Place Among the Dead                    | Jules                       |

### Videojuegos
| Año  | Título                              | Papel           |
| ---- | ----------------------------------- | --------------- |
| 2007 | BioShock                            | Hermana pequeña |
| 2012 | PlayStation All-Stars Battle Royale | Hermana pequeña |
| 2013 | Bioshock Infinite: Burial at Sea    | Hermana pequeña |